# Fermanagh GAA
Il Fermanagh County Board, più conosciuto come Fermanagh GAA, è uno dei 32 county board irlandesi, responsabile della promozione degli sport gaelici nella contea di Fermanagh e dell'organizzazione dei match della propria rappresentativa (il nome Fermanagh GAA è usato anche per indicare le franchigie degli sport gaelici della contea) con altre contee.

## Calcio gaelico

### Storia
Sebbene Fermanagh sia la contea col minor numero di club di sport gaelici in assoluto e sia l'unica contea dell'Ulster a non avere mai vinto né l'Ulster Senior Football Championship né il titolo nazionale, tali discipline godono di grande popolarità, incrementata, in tempi recenti, dal raggiungimento della semifinale nell'All-Ireland Senior Football Championship 2004.
Il calcio gaelico era praticato nell'area già da molto prima della creazione dei vari organismi competente, tanto che in un frammento di un poema del 1806, Iommain Iniis Chaoin, viene descritto un incontro tra le rappresentative del Fermanagh e del Louth svoltosi ad Inniskeen, nella Contea di Monaghan.
Nel 1914 Fermanagh batté Cavan nella semifinale dell'Ulster e fu scelta dall'Ulster Council per sfidare Wexford nella semifinale All-Ireland. Poiché, tuttavia, non c'erano treni per tornare entro la notte della domenica e la Great Northern Railway Company si rifiutò di mettere a disposizione un treno speciale, i bianco-verdi dovettero rinunciare a favore di Monaghan, che li avrebbe poi battuti nella finale della provincia.
Per gran parte della sua storia Fermanagh rappresentò un avversario spesso alla pari delle altre compagini dell'Ulster, senza mai riuscire però ad imporsi. Fecero parte della selezione grandi giocatori, considerati tra i migliori della provincia, come Jim McCullough, originario di Armagh e nelle file dei bianco-verdi nella metà degli anni trenta, con il quale Fermanagh raggiunse la finale Ulster del 1935 e quella di League nel 1936, senza tuttavia vincere nulla.
Dopo molti anni di limbo, contraddistinti da una sola finale provinciale raggiunta nel 1945, Il Fermanagh tornò veramente competitivo con l'arrivo in squadra del campione under 21 Peter McGinnity, che con la squadra giovanile verso l'inizio degli anni ottanta raggiunse due volte alle All-Ireland finals. Con la squadra senior nel 1982 giocò dopo molti anni la finale contro Armagh, sfida che Fermanagh perse 0-10, 1-4 nonostante fosse in vantaggio fino a 20 minuti dalla fine.
La costante incapacità di Fermanagh di riuscire ad ottenere un titolo provinciale le ha sempre chiuso la possibilità di disputare la fase nazionale del torneo, fino all'introduzione delle qualifiche anche per le squadre eliminate dal campionato provinciale. Questa modifica ha di fatto inaugurato una nuova era, la più propizia probabilmente della franchigia, che riuscì sotto la guida di Charlie Mulgrew a raggiungere le fasi finali della All-Ireland nel 2003, prima di essere eliminati ai quarti. La stagione migliore fu quella del 2004, dove il Fermanagh, sebbene comunque eliminato nell'Ulster, riuscì a qualificarsi nelle backdoors eliminando squadre ben più blasonate e favorite come Meath, Cork e Donegal. Ai quarti fu compiuta l'impresa più memorabile, una vittoria sulla favorita Armagh ottenuta grazie ad un punto allo scadere di Tom Brewster. Il Fermanagh affrontò pertanto in semifinale il Mayo, sulla carta assai favorito, giocandosela alla pari e pareggiando il primo incontro e costringendoli ad ottenere il passaggio del turno al replay vinto di due soli punti.
Nel 2008 Fermanagh imponendosi su Monaghan e Derry sul suo percorso, raggiunse la finale Ulster dopo 26 anni dove costrinse nel primo atto la ben più quotata Armagh ad un pareggio. Nel successivo replay si imposero gli avversari e Fermanagh venne inaspettatamente eliminata da Kildare nell'ultimo atto dei backdoors.
Dopo un periodo di risultati magri di 11 anni, nel 2015 di nuovo tramite i turni di qualificazione riesce ad accedere ai quarti di All-Ireland trovando nel suo cammino la ben più forte Dublino. Nonostante la partita dominata e nettamente vinta dai Dubs, il Fermanagh ha comunque giocato fino all'ultimo minuto segnando un gol e vari punti allo scadere tra gli applausi del proprio pubblico.
Con Rory Gallagher fresco di esonero dal board del Donegal nominato banisteoir nell'autunno del 2017, la franchigia registra miglioramenti significativi riuscendo ad ottenere la promozione in D2 nella League assieme ad Armagh con cui conclude a pari punti in testa alla classifica. Nel Championship dell'Ulster gli Ernesiders compiono un percorso arrembante eliminando nettamente prima Armagh e poi imponendosi a sorpresa contro Monaghan, principale candidata al titolo provinciale e raggiungendo la finale dopo 10 anni.

### Titoli
- All-Ireland Vocational Schools Championships:1
  - 1966
- All-Ireland Junior Football Championships: 1
  - 1959
- Dr. McKenna Cups: 4
  - 1930, 1933, 1977, 1997

## Hurling
L'hurling è poco popolare nel Fermanagh così come in tutte le altre contee dell'Ulster, escluso l'Antrim, ma comunque praticato. La franchigia di contea non si è mai aggiudicata alcun titolo principale.

### Titoli
- Ulster Junior Hurling Championships: 1
  - 1994
- All-Ireland Junior Hurling Championships: 1
  - 1994
- All-Ireland Minor C Championships: 1
  - 2009

## Colori e simboli
I colori tradizionali della contea sono il verde ed il bianco. L'origine dell'adozione di questi colori è comune a molte altre franchigie, ovvero furono adottati i colori del club campione territorialmente al tempo, Teemore. Originariamente tuttavia la divisa non era come l'attuale ma a strisce orizzontali bianco-verdi. Nel 1934-1935 questa fu cambiata da una maglia verde con inserti gialli. Il giallo venne infine sostituito dal bianco e la maglia non cambiò tendenzialmente più, se non per inserti ed elementi decorativi. In alcune occasioni la franchigia ha indossato oltre la maglia verde dei curiosi pantaloncini rossi, caso più eclatante il 1982.
Fino al 2004 la squadra portava sul petto lo stemma tradizionale della contea, sostituito poi dall'attuale logo del board, caratterizzato dalla torre circolare e dal monastero di Devenish Island nella parte alta e dal cavaliere simbolo dello stemma araldico della famiglia Maguire.

## Club
| Club                  | In Gaelico            | Colori                 | Dathí (colori in gaelico) |
| --------------------- | --------------------- | ---------------------- | ------------------------- |
| Aughdrumsee           | Átha Droim Sí         | Bianco e nero          | Dubh agus Bán             |
| Belcoo                | Béal Cú               | Blu e celeste          | Gorm agus Cabhlach        |
| Belnaleck             | Béal na Leice         | Bianco-rosso           | Dearg agus Bán            |
| Brookeborough         | Achadh Lun            | Rossonero              | Dearg agus Dubh           |
| Coa                   | An Cuach              | Giallo e nero          | Dubh agus Ór              |
| Derrygonnelly         | Doire Ó gConaile      | Viola e giallo         | Corcra agus Buí           |
| Derrylin              | Doire Ó Loinn         | Verde, bianco e giallo | Glas, Bán agus Ór         |
| Devenish              | Daibhinis             | Blu e bianco           | Gorm agus Bán             |
| Enniskillen           | Inis Ceithleann       | Blu e giallo           | Gorm agus Buí             |
| Erne Gaels            | Gaeil na hÉirne       | Giallo e nero          | Buí agus Dubh             |
| Irvinestown           | Na Cearna             | Verde e oro            | Glas agus Ór              |
| Kinawley              | Cill Naile            | Bianco e blu           | Gorm agus Bán             |
| Knocks                | Na Cnoic              | Bianco e arancione     | Oráiste agus Bán          |
| Lisbellaw (Hurling)   | Lios Béal Átha        | Verde e bianco         | Glas agus Bán             |
| Lisnaskea             | Lios na Scéithe       | Rosso e verde          | Dearg agus Glas           |
| Lisnaskea (Hurling)   | Lios na Scéithe       | Bianco verde e rosso   | Bán, Glas agus Dearg      |
| Maguiresbridge        | Droichead Mhic Uidhir | Rosso e nero           | Dearg agus Dubh           |
| Newtownbutler         | An Baile Nua          | Rosso e bianco         | Dearg agus Bán            |
| Roslea                | Ros Liath             | Verde e bianco         | Glas agus Bán             |
| St Joseph's (Ederney) | Naomh Seosamh         | Bianco e verde         | Bán agus Glas             |
| St Patrick's (Donagh) | Naomh Pádraig         | Bianco e rosso         | Bán agus Dearg            |
| Teemore               | An Tigh Mór           | Verde e bianco         | Glas agus Bán             |
| Tempo                 | An tIompú             | Marrone e bianco       | Marún agus Bán            |